# Satrapie occidentali

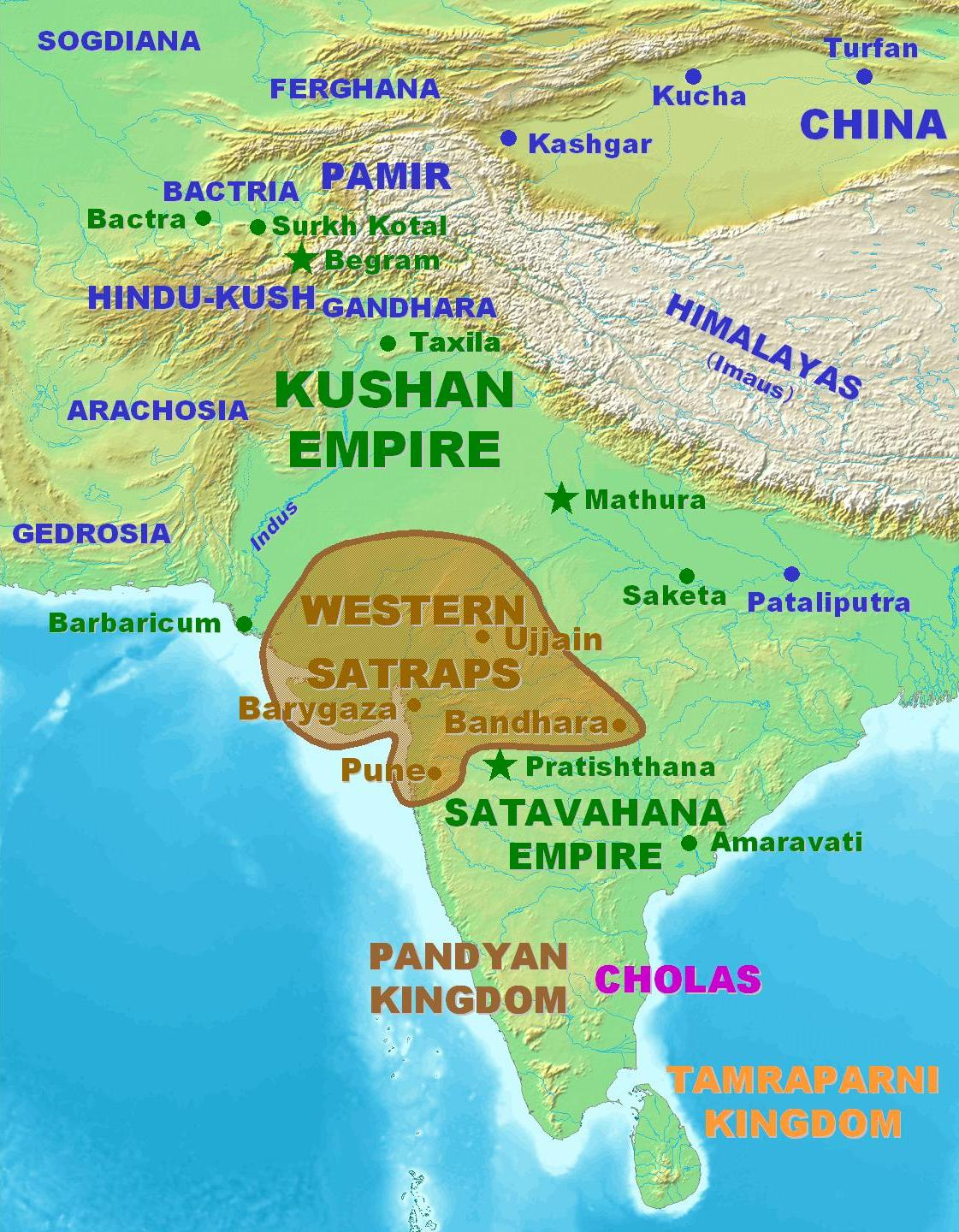
Localizzazione delle Satrapie occidentali

Le Satrapie occidentali, (Brahmi: Mahakṣatrapa, "Grandi Satrapi") (35-405) furono degli stati governati da regnanti Indo-Sciti ( Saci) nella parte centro-occidentale dell'India (Saurashtra e Malwa: moderni Gujarat meridionale, Sindh, Maharashtra, Rajasthan e Madhya Pradesh). Il loro stato, o almeno parte di esso, era chiamato "Ariaca", secondo il Periplus maris erythraei.
Nella storiografia moderna sono chiamati Satrapie occidentali per distinguerli dai territori governati dai Satrapi settentrionali, che regnarono nel Punjab e a Mathura fino al II secolo d.C..
Furono contemporanee dell'Impero Kushan insediato nella parte settentrionale del subcontinente indiano e dell'Impero Shatavahana (Andhra) localizzato nell'India centrale.
In totale, vi sono stati 27 governanti indipendenti nel corso di un periodo di circa 350 anni. La parola Kshatrapa, presente nel titolo Mahakṣatrapa, sta per satrapo (e il loro equivalente in persiano Ksatrapavan), che significa viceré o governatore di una provincia.

## Storia

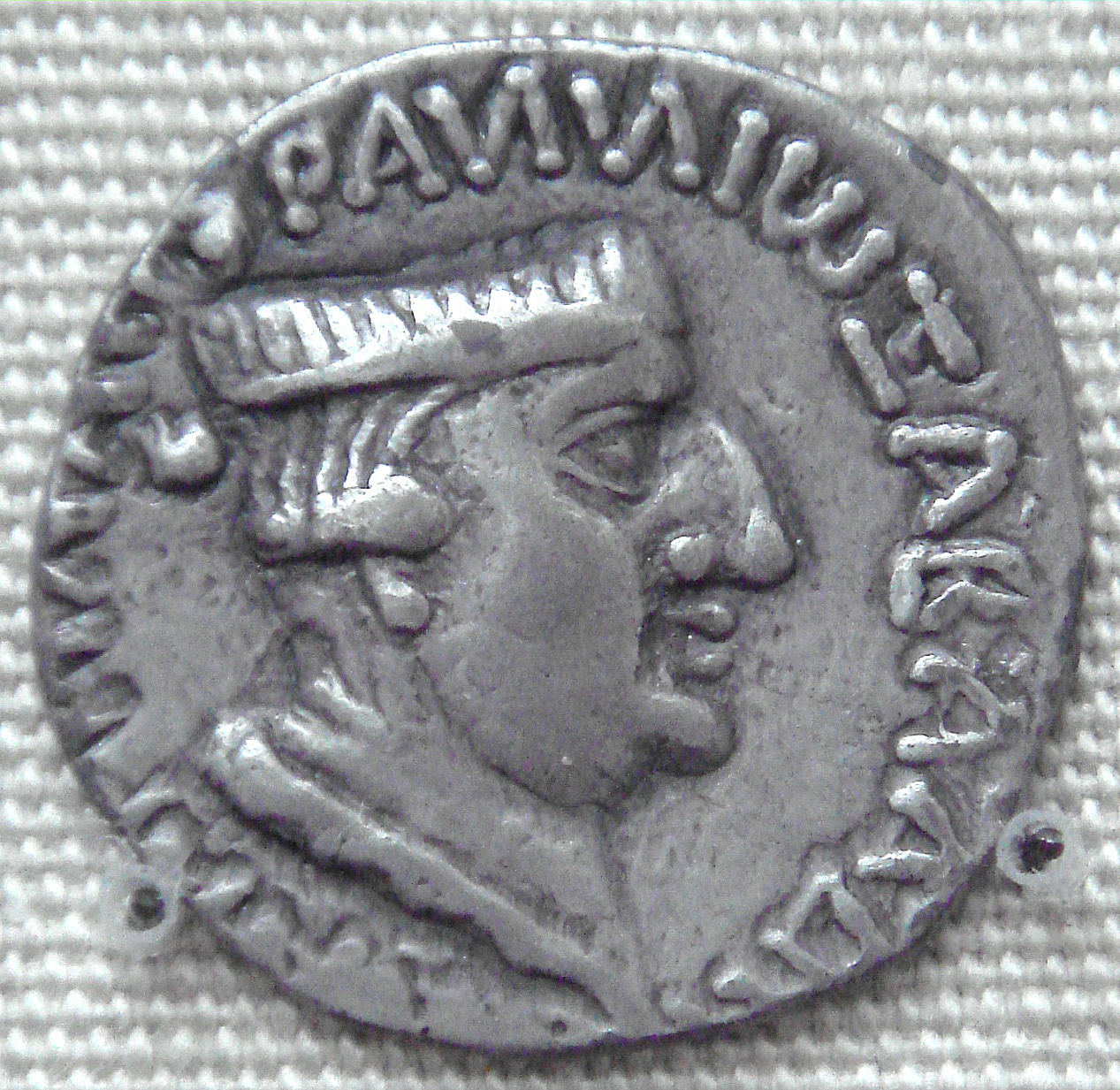
Moneta d'argento raffigurante il sovrano Nahapana

Si ritiene che i satrapi occidentali abbiano avuto inizio con la dinastia Kshaharata (chiamata anche Chaharada, Khaharata o Khakharata a seconda delle fonti), che ebbe vita piuttosto breve.
Il termine Kshaharata è noto anche grazie all'iscrizione su lastra di rame di Taxila del VI secolo, in cui qualifica il sovrano indo-scita Liaka Kusulaka.
Il primo satrapo di cui si hanno prove è Abhiraka, di cui si conoscono rare monete. Gli succedette Bhumaka, padre di Nahapana, che sulle sue monete usava solo il titolo di Satrapo e non quello di Raja o Raño (re). Bhumaka era il padre del grande sovrano Nahapana (il cui governo è variamente datato al 24-70 d.C., 66-71 d.C. o 119-124 d.C.), secondo una delle monete di quest'ultimo. Le sue monete recano simboli buddisti, come la ruota a otto raggi (dharmachakra) o il leone seduto su un capitello, rappresentazione di un pilastro di Ashoka.
Moneta di Nahapana (il cui governo è variamente datato al 24-70 d.C., al 66-71 d.C. o al 119-124 d.C.), derivata direttamente dalla monetazione indo-greca.
Gli succedette Nahapana, che divenne un sovrano molto potente. Occupò porzioni dell'Impero Satavahana nell'India occidentale e centrale. Nahapana aveva il controllo di Malwa, del Gujarat meridionale. A quel tempo, l'area a nord-ovest dei Satavahana occidentali, nel Belucistan, era governata dai Parataraja, una dinastia indo-partica, mentre i Kushan stavano espandendo il loro impero a nord.
Una nuova dinastia, chiamata Bhadramukhas o dinastia Kardamaka, fu fondata dal satrapo Chastana (o Castana). Le sue date non sono certe, ma molti ritengono che il suo regno sia iniziato nel 78 e quindi fondatore l'età Saka. Ciò è coerente con il fatto che i suoi discendenti utilizzano quest'epoca per le loro monete e iscrizioni. Chastana era satrapo di Ujjain. Una statua rinvenuta a Mathura insieme alle statue dei re Kushan Kanishka e Vima Kadphises, e recante il nome "Shastana", viene spesso attribuita a lui; ciò suggerisce che Chastana potrebbe essere stato un vassallo dei Kushan. L'iscrizione di Rabatak afferma anche che i Kushan dominarono il territorio degli satrapi occidentali (menziona il controllo dei Kushan sulla loro capitale Ujjain), durante il regno di Kanishka (127-150 circa).
In seguito, dopo un susseguirsi di altre dinastie, il regno delle satrapie occidentali fu completamente distrutto da Chandragupta II dell'Impero Gupta nel IV secolo d.C. con la sconfitta di Rudrasimha III.

## Rapporti con il Buddismo
I satrapi occidentali sono noti per la costruzione e la dedicazione di numerose grotte buddiste nell'India centrale, in particolare nelle aree del Maharashtra e del Gujarat. Si ritiene che Nahapana abbia governato per almeno 35 anni nella regione di Junnar e Nashik, avendo così tutto il tempo di costruire le varie grotte buddiste.
Si conoscono numerose iscrizioni nelle grotte, realizzate dalla famiglia di Nahapana: sei iscrizioni nelle grotte di Nashik e una del ministro di Nahapana nelle grottedi  Junnar. Allo stesso tempo, anche gli "Yavanas", gli indo-greci, lasciarono iscrizioni di donazione nelle grotte di Nashik.

## Contatti con il mondo romano

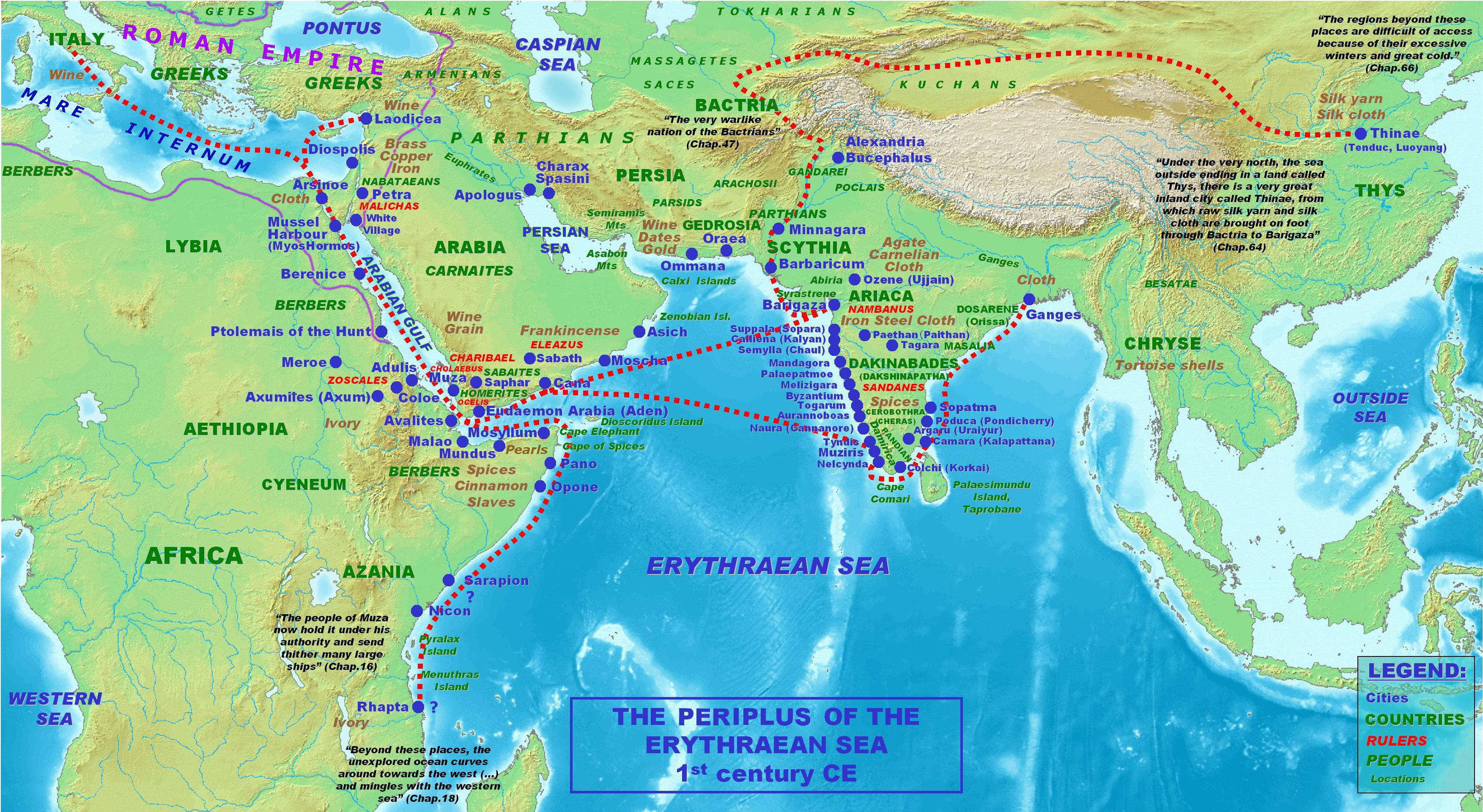
Mappa del Periplo del Mare Eritreo

Nahapana è citato nel Periplo del Mare Eritreo con il nome di Nambanus, come sovrano della zona intorno a Barygaza:
(Periplo del Mare Eritreo, cap. 41)
Una statuetta indiana, la Lakshmi pompeiana, è stata rinvenuta tra le rovine di Pompei e si pensa che sia il risultato delle relazioni commerciali indo-romane del I secolo d.C. 
È possibile che la statuetta sia giunta in Occidente durante il dominio del satrapo occidentale Nahapana nell'area di Bhokardan e sia stata spedita a Roma dal porto di Barygaza.